# Гаргулак, Антон
Антон Гаргулак (словац. Anton Gargulák; 22 декабря 1896, Альтберг — 7 октября 1972, Банска-Бистрица) — словацкий общественный деятель, партизан времён Второй мировой войны, участник Словацкого национального восстания.

## Биография
Окончил школу в Банске-Бистрице, с 1913 по 1915 годы учился в педагогическом училище в Турчанских-Теплицах. Занимался гражданской деятельностью в различных городах Словакии, руководил ресторанами и столовыми в Банске-Бистрице с 1955 по 1957 годы, начальник распределительного центра в Банске-Бистрице (1958—1969).
В годы Второй мировой войны деятель подпольной антифашистской организации «Виктуар» (фр. Victoire). Деятель Революционного народного комитета, служил в 1-й чехословацкой партизанской бригаде.
В 1964 году награждён медалью «За выдающийся труд».